# Heather Hunte
Heather Oakes, nata Hunte (Londra, 14 agosto 1959), è un'ex velocista britannica.

## Palmarès
- Giochi olimpici

Mosca 1980: bronzo nella staffetta 4×100 metri.
Los Angeles 1984: bronzo nella staffetta 4×100 metri.
- Mondiali Indoor

Parigi 1985: argento nei 60 metri piani.
- Coppa del mondo

Montreal 1979: oro nella staffetta 4×100 metri.
- Giochi del Commonwealth

Edimburgo 1986: oro nei 100 metri piani, oro nella staffetta 4×100 metri.